# Blasiistraße 9 (Quedlinburg)

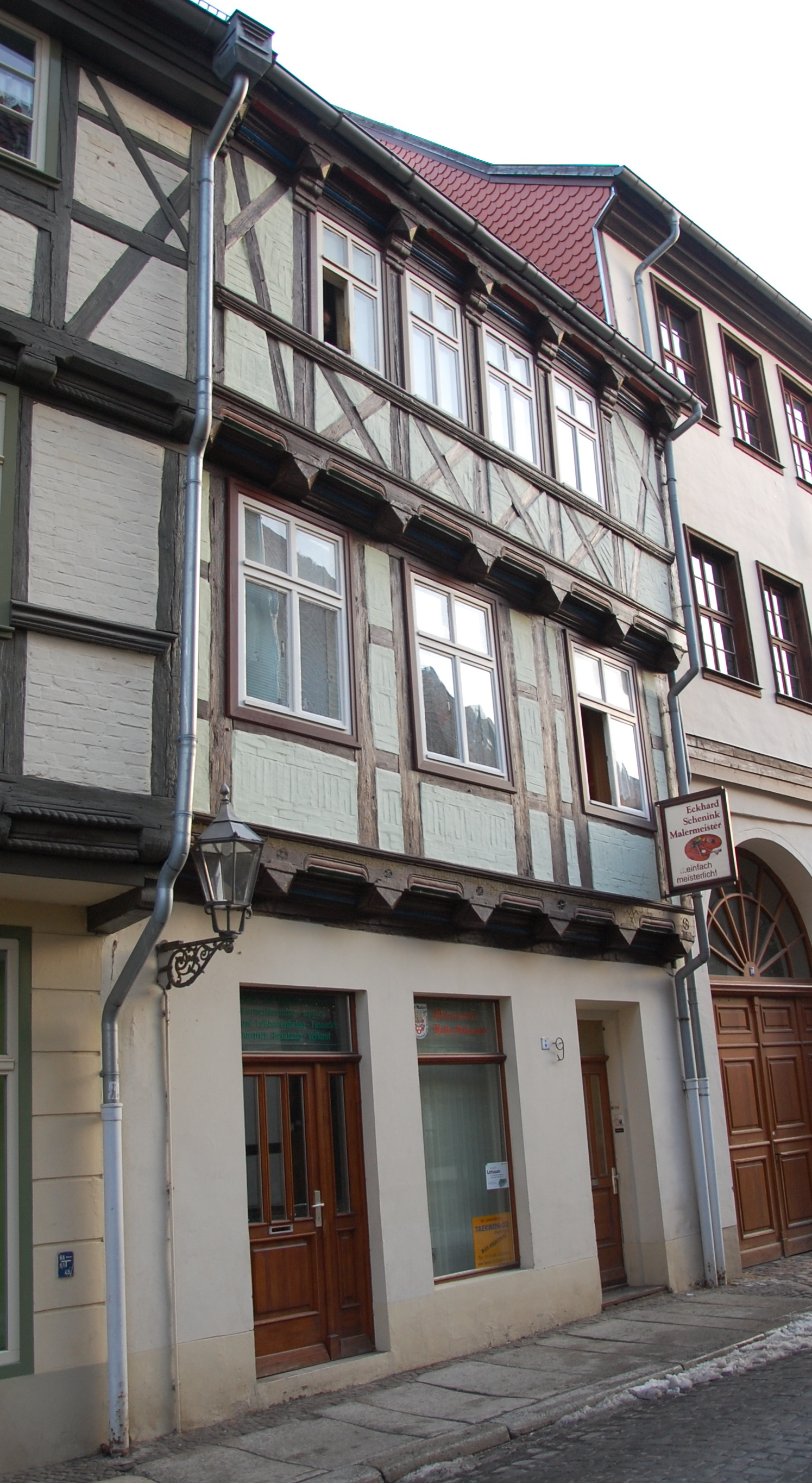
Haus Blasiistraße 9

Das Haus Blasiistraße 9 ist ein denkmalgeschütztes Gebäude in der Stadt Quedlinburg in Sachsen-Anhalt.

## Lage
Es befindet sich auf der Südseite der Blasiistraße, südwestlich des Quedlinburger Marktplatzes. Das Gebäude gehört zum UNESCO-Weltkulturerbe und ist im Quedlinburger Denkmalverzeichnis als Wohnhaus eingetragen. Östlich schließt sich das gleichfalls denkmalgeschützte Haus Blasiistraße 8, westlich das Haus Blasiistraße 10 an.

## Architektur und Geschichte
Das dreigeschossige Fachwerkhaus wurde durch den Zimmermann Peter Dünnehaupt im Jahr 1674 errichtet. Auf ihn verweist die mit einem Wappen versehene Inschrift M. PETER DUENHOUPT. Die Fachwerkfassade präsentiert sich mit Zierformen aus der Übergangszeit von der Spätrenaissance zum Frühbarock. Am Fachwerk finden sich die Formen des Halben Manns sowie Andreaskreuze. Im ersten Obergeschoss sind die Gefache mit Zierausmauerungen versehen.
Auf dem Hof des Anwesens befindet sich ein gleichfalls dreigeschossiger Speicherbau aus der Zeit des Barock.